# Hesperolinon drymarioides
Hesperolinon drymarioides là một loài thực vật có hoa trong họ Linaceae. Loài này được (Curran) Small mô tả khoa học đầu tiên năm 1907.